# Aus dem Buche des Lebens
Aus dem Buche des Lebens ist ein deutsches Stummfilmdrama aus dem Jahre 1916 mit Thea Sandten.

## Handlung
Frida ist ein armes Waisenkind, ihr Hund Bello ist ihr einziger Freund. Als sie zu Verwandten in die große Stadt kommt, nehmen diese sie bei sich auf, aber nur, weil sie darauf spekulieren, mit ihrer Schönheit und ihrem Gesangstalent eines Tages viel Geld machen zu können. Doch Fridas Debüt als Sängerin in einer Pinte wird zum Fiasko, und der Wirt nötigt sie dazu, die Gäste zu animieren. Entsetzt darüber, wo sie hineingeraten ist, stürzt Frida aus dem Lokal und in den nächstbesten Fluss. Ihr Hund, der einem jungen Mediziner namens Dr. Störmer zugelaufen ist, führt selbigen dorthin, sodass Frida im letzten Moment aus dem reißenden Nass gerettet werden kann. Der Arzt nimmt Frida bei sich auf, und aus beiden jungen Leuten wird schließlich ein Paar. Ein Kind entsteht aus dieser Beziehung, doch als Störmer um ihre Hand anhält, schnappt Frida sich ihr Würmchen und nimmt Reißaus. Fünf Jahre später. Dr. Störmer, mittlerweile eine berühmte Kapazität in seinem Fach, wird zu einer Sterbenden gerufen. Er erkennt seine Frida und auch seine kleine Tochter. Ihr kann er nicht mehr helfen, aber beider Nachwuchs wird es gut bei ihm haben.

## Produktionsnotizen
Aus dem Buch des Lebens entstand zum Jahresbeginn 1916 im BB-Film-Atelier in Berlin-Steglitz, Berlinickestr. 11. Der Film passierte im März 1916 die Zensur, erhielt Jugendverbot und wurde wohl wenig später uraufgeführt. Der Film besaß drei Akte und war 1150 Meter lang.

## Kritik
Paimann’s Filmlisten resümierte: „Stoff sentimental, Spiel und Fotos sehr gut, Hundedressur hervorragend. (Für einfaches Publikum sehr gut.)“